# Albert Gervais (médecin)
 (avril 2014).
Pour les articles homonymes, voir Albert Gervais.
Albert Lucien Élie Gervais, né le 1er janvier 1892 à Marseille et mort le 25 novembre 1979 à Nice, est un écrivain, peintre, sculpteur et médecin français qui a enseigné la médecine au Sichuan à partir d'octobre 1911. 

## Biographie
Il a vécu de longues années en Chine. Son livre Æsculape en Chine raconte son expérience sur le Yang-tsé-kiang. Il est le fils du peintre Paul Gervais (1859-1944).

## Ses œuvres
- Une fille de H'an, roman, Bernard Grasset, 1928 ; il reçoit le prix Montyon de l'Académie française en 1929[3].
- Sur les Jonques du Ming-H'o, Revue maritime.
- La Jalousie de Wang-fou-lin, Balsac.
- Le Drame de Yang-tche-kai, Nouvelle Revue.
- La Guerre au Szetchouan, Revue maritime.
- « Le grand Général et le petit Marchand de gâteaux », Revue maritime, nouvelle série no 96, décembre 1927.
- Sur la Montagne sacrée d'Omei, Bulletin franco-chinois.
- Æsculape en Chine, Gallimard, 1933 ;  l'ouvrage a été traduit en allemand [4] : Ein Arzt erlebt China, Bern, Leipzig & Wien : Wilhelm Goldmann, 1935 puis München : Goldmann, 1950, et en anglais : Medicine man in China, Frederick A. Stokes company, 1934 et A surgeon's China, London : Hamish Hamilton, 1934.
- L'Ombre du Ma-koui, Gallimard, 1936 ; l'ouvrage a été traduit en anglais [5] : The Ghosts of Sin-Chang par Vyvyan Holland, Londres, Hamish Hamilton, 1936.
- Æsculape dans la Chine en révolte, Gallimard, 1953.